# Castell de Meià
El castell de Meià és un castell del municipi de Vilanova de Meià (Noguera) declarat bé cultural d'interès nacional.
Està situat al Puig de Meià, un turó que domina la població de Vilanova i que comparteix amb l'ermita de la Mare de Déu del Puig de Meià. Actualment es troba en ruïna el castell.

## Història
El primer document sobre la conca de Meià és de l'any 1001, en què el comte Ermengol I d'Urgell i la seva muller Tedberga vengueren a una persona, el nom de la qual es desconeix, el terme de Vallfarines amb el seu castell. Però la primera referència d'aquest castell data de l'any 1003, quan les expedicions d'Abd-al-Màlik al-Mudhàffar i del seu llibert, el general eslau Wadit, feren una incursió que acabà a Albesa, assaltaren Meià i destruïren el seu castell; en la batalla d'Albesa morí el bisbe Berenguer d'Elna i el comte Ermengol I d'Urgell caigué presoner. Segons l'historiador Josep Mora i Tufet, l'any 1008 n'era senyor Guillem que finà el 1049. El succeí el seu fill Guitard Guillem, casat amb Guilla. Aquest matrimoni tingué diversos fills, entre els quals Ermengol Guitard de Meià, ardiaca de la Seu de Barcelona, aquest finà el 1110 i testà en favor del seu nebot Bernat Amat, que va ésser abat de Meià el 1120.
L'any 1067, la comtessa Sança d'Urgell reconegué la senyoria de diversos castells, entre ells el "castro de Madians", als comtes de Barcelona. Quan els cristians conqueriren la Coma de Meià i el perill sarraí desaparegué, aquest castell va perdre bona part de la raó d'ésser. L'any 1227, Ramon de Cervera atorgà el lloc de Meià i altres possessions a Jaume i Guerau, fills de la seva segona muller, Miracle d'Urgell. L'any 1233 n'era senyor Jaume de Cervera, més tard surt anomenat com a senyor i baró del castell, vila i terme de Vilanova de Meià el 1261. L'any 1313 n'era senyor Ramon d'Alemany, que amb motiu del casament de la seva filla Agnès amb Acard de Mur, aquest castell passà a mans d'aquest cavaller del Pallars. En temps d'Alfons III (1327-1336), aquest castell pertanyia a l'infant Ferran, com a senyor del marquesat de Camarasa. Durant la guerra contra Joan II, aquest castell pertanyia a Gabriel de Vergós, donzell; com aquest es declarà a favor de la causa catalana, el rei el desposseí i donà aquest castell a Roderic de Bobadilla.

## Les restes

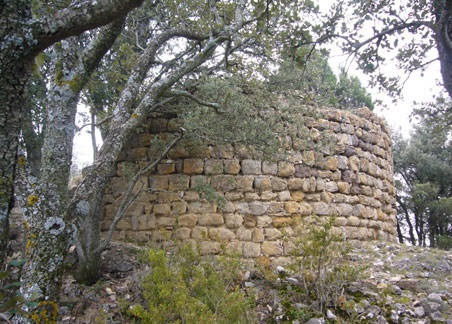
Restes torre Castell de Meià

Cal distingir clarament dues construccions. D'una banda, una torre de planta circular, molt gran i força malmesa. De l'altra, un casal situat sota de la torre. A més, entre les dues construccions, hi ha les restes d'una possible cisterna i d'algunes parets.
De la torre circular només es conserva la meitat orientada cap al nord-oest. És una construcció que sembla massissa.
Per acabar, cal assenyalar tres aspectes. En primer lloc, cal cridar l'atenció sobre les característiques d'aquest indret. Aquest petit altiplà, on s'alça l'església de la Mare de Déu o de Sant Cristòfol, el castell de Meià i on es veuen restes d'algunes altres construccions ben enrunades, podia tenir la funció d'oppidum, indret de refugi de tota la conca de Meià, gran fortificació natural.
En segon lloc, cal assenyalar que la gran torre, envoltada per un vall, sembla que degué ésser feta en un moment anterior al romànic, cap a l'any 1000, potser al segle x. És molt més difícil de saber per qui fou feta, ja que tant pogué ésser bastida sota domini islàmic (SCALES, 1990, pàg.79) com, probablement, pogué ésser edificada per alguna de les comunitats que depenien del comte d'Urgell i que al llarg d'aquest segle, abans de l'expedició d'Abd al-Malik i al-Wadih del 1003, intentaren d'instal·lar-se en aquest indret, fàcil de defensar però molt proper a la frontera. Sigui com sigui, sembla que en aquesta torre hi pot haver una certa influència de l'arquitectura militar islàmica. Finalment, en tercer lloc, cal assenyalar l'existència de la sala o casal, que ha de pertànyer al castell feudal del segle xi o XII.